# Kepler-12
Kepler-12 là một ngôi sao lùn đỏ thuộc chòm sao Thiên Long và có sẵn ngoại hành tinh quá cảnh, mất 4 ngày để hoàn thành chu kỳ quỹ đạo, đặt tên là Kepler-12b.

## Hệ hành tinh
| Thiên thể đồng hành (thứ tự từ ngôi sao ra) | Khối lượng         | Bán trục lớn (AU)  | Chu kỳ quỹ đạo (ngày) | Độ lệch tâm | Độ nghiêng        | Bán kính           |
| ------------------------------------------- | ------------------ | ------------------ | --------------------- | ----------- | ----------------- | ------------------ |
| b                                           | 0432+0053 −0051 MJ | 00553+00010 −00012 | 44379637±00000002     | 0           | 88796+0088 −0074° | 1754+0031 −0036 RJ |